# هنري إدواردز
هنري إدواردز (بالإنجليزية: Henry Edwards)‏ ولد في (27 أغسطس 1827 - وتوفي 9 يونيو 1891 وعُرف أيضا باسم هاري، كان ممثل مسرحي إنجليزي الاصل، وكاتب، وعالم حشرات، إكتسب شهرة في أستراليا وسان فرانسيسكو، ومدينة نيويورك بسبب أعماله المسرحية.
انجذب إدواردز إلى المسرح في بداية حياته، وظهر في بعض الأعمال كهاوي في لندن. وبعد الإبحار إلى أستراليا، ظهر كممثل محترف في مسرحيات شكسبير والكوميديا الخفيفة في ملبورن وسيدني. خلال طفولته في إنجلترا ومهنته في التمثيل في أستراليا، كان إدواردز مهتماً بجمع الحشرات واستخدم المتحف الوطني في فكتوريا نتائج عمله الميداني في أستراليا كجزء في نشأة مجموعتهم.
في سان فرانسيسكو، كان إدواردز عضو مؤسس للنادي البوهيمي، كان اللقاء تكريماً لإدواردز الشرارة التي بدأت مخيم الصيف التقليدي للنادي في البستان البوهيمي. بالإضافة إلى ذلك، عزز إدواردز سمعته ككمثل ومدير مسرحي بارز. بعد كتابة سلسلة مؤثرة من الدراسات على فراشات وعث ساحل المحيط الهادى، انتُخب عضو مدى الحياة في أكاديمية كاليفورنيا للعلوم. نقلاً للساحل الشرقي، قضى إدواردز فترة وجيزة في مسرح بوسطن. هذا أدى إلى إتصاله بمسرح والاك ومزيد من الشهرة في مدينة نيويورك. وهناك، حرر إدواردز ثلاث مجلدات في مجلة بابيليو ونشر عمل كبير عن حياة الفراشات.ومجموعته الكبيرة من عينات الحشرات استُخدمت كاساس في المتحف الأمريكي للتاريخ الطبيعي لدراسات الفراشات والعث.
دراسات إدواردز المتنوعة وملاحظاته على الحشرات جعله يجد عينات لم تُصنف بعد. وبناءً اكتشاف حشرات لم تكن معروفة مسبقاً، كان يعطي إدواردز أسماءً لهم، والتي أدت وجود فصائل من فراشة، عثة، وخنافس التي تحمل"Hy. Edw." الأحرف الأولى من اسم هنري إدواردز كإسناد له. من اهتمامه بالمسرح إلى علم الحشرات، يحمل إدواردز تقديراً لشكسبير، حيث فضل استخدام أسماء الشخصيات النسائية من مسرحيات شكسبير عند تسمية العينات الجديدة من الحشرات.

## حياته
هنري إدواردز ابن هانا وتوماس إدواردز (c. 1794- 1857) ولد في بروك هاوس في روس اون واى، هيريفورشاير، إنجلترا، في 27 أغسطس 1827، وتم تعميده في 14 سبتمبر. أخذ من اخيه الأكبر ويليام اهتمامه بفحص الحشرات. جمع إدواردز الفرلشلت كهواية، ودرسهم بإرشاد من إدوارد دووبلدي. حدد ابيه المحامي مهنة منخفضة المستوى لابنه، ولكن بعد فترة وجيزة من الدراسة غير المثمرة، شغل إدواردز منصباً في مكتب محاسبة في لندن، وبدأ التمثيل في مسرح للهواة.وبعدها سافر لينضم إلى اخيه ويليام الذي استقر في أستراليا على بعد تسعة أميال (14كم) شمال غرب ملبورن بمحاذاة ضفة مري كريك، المكان الذي عُرف فيما بعد باسم ميرفيل.على سطح السفينة الشراعية في نهر الجانج من مارس إلى يونيو 1853، كتب إدواردز وصف لكائنات مثل القطرس الذي واجهه لأول مرة. وبعد وصوله إلى ملبورن، جمع إدواردز الحشرات التي وجدها في أسترالياووضعها في كتالوج.خلال سنتين جمع إدواردز 1,676 فصيلة من الحشرات، أطلق النار على 200 طائر، كما جمع 200 من العينات النباتية المضغوطة. بيعت هذه المجموعة ومجموعة ويليام كيرشو بواسطة فريدريك ماكوى لتشكل نواة المتحف الوطنى الجديد في فيكتوريا.
ظهر إدواردز لأول مرة على مسرح أسترالي كان برفقة فرقة جورج كوبينج على مسرح الملكة في ملبورن. بعد ذلك، أنضم إلى فرقة غوستاف فون بروك المسرحية. لعب دور بتروشيو، البطل الرئيسي في مسرحية شكسبير ترويض النمرة، على مسرح الأميرة في سيدنى في نوفمبر 1859، ضد الممثل التراجيدي افونيا جونز الذي جسد شخصية كاترينا في المسرحية. في شهر ديسمبر في نفس العام، تقاعد بروك عن إدارة الفرقة، وسلم زمام الأمور إلى فرقة إدواردز وجورج فاوست رو، الممثل الأنجليزي والكاتب المسرحى.واستمر بروك في التمثيل في فرقة إدواردز ورو: كان ادائه المتميز في أبريل 1860 كلويس الحادي عشر في مسرحية ديون بوسكولت التي تحمل نفس الاسم، كان نموذج مؤثر حيث لعب إدواردز دور جاك دي أرمانياك، دوق نيمور، والذي تذكره بشكلاً واضح لبقية حياته. تشارك كلاً من إدواردز وبروك المسرح مرة أخرى في أغسطس حيث مثلا جيداً دور الأخوين التوأم في مسرحية شكسبير كوميديا الأخطاء في ملبورن. للحفاظ على المصلحة العامة، قام إدواردز وبروك بتبديل الأدوار بعد عرض دام لمدة أسبوعين. على الرغم من أن بعض عروض إدواردز لم تكن ناجحة، قال الناقد الدرامى ويليام جون لورانس أن أدائه لدور انجلو في مسرحية شكسبير الصاع بالصاع (مسرحية) كان«مُفاجئ»، وفي تقدير لورانس، إن أداء إدواردز وزملائه الممثلين لم يضاهي قوة أداء افونيا جونز عند تأديته دور إيزابيلا.
وقد سعى إدواردز للقاء عالم وجامع الحشرات ويليام شارب ماكلى كلما اتيحت له الفرصة للظهور على المسرح في سيدنى. وابتداءً من عام 1858، أرشد ماكلى إدواردز وشجعه على جمع المزيد من عينات الحشرات عندما تسمح له التزاماته المسرحية بذلك. كونه قوياً ومغامراً، خرج إدواردز في بعض الأحيان إلى براري أستراليا ليجمع بعض الحشرات. بينما في سيدنى، ذهب إدواردز مرتين في منضاد هواء ساخن كمعروف لجورج كوبينج، متفادياً بصعوبة أصابة بليغة أو الموت في الصعود الأول. وتشمل رحلات إدواردز نيوزيلاند، بيرو، بنما، والمكسيك في سعي لجمع الحشرات والبحث عن أدوار درامية.

## سان فرانسيسكو
في عام 1865، بدأ إدواردز إقامة لمدة 12 عام في سان فرانسيسكو، كاليفورنيا. في تعداد الولايات المتحدة 1870، اعتبر إدواردز نفسه كمقيم من بلد اجنبى لا حق له في التصويت، ممثل كوميدي عن طريق التجارة، كما إنه يعيش في منزل بقيمة ألف دولار. عاش إدواردز في سان فرانسيسكو مع امرأة بيضاء مدرجة في التعداد باسم«ماريانا»، ولدت في أنجلترا، في العقد الرابع، وخادماً صينياً بالغ من العمر 16 عاماً يُدعى هنج جيم. ومن المرجح أن هذه المرأة المدعوة ماريانا كانت زوجة إدواردز، وماريانا اليزابيث وولكوت براي السابقة التي ولدت حوالي 1822-1823 في نيوستريت، برمينجهام. في عام 1851 في عمر الثامنة والعشرين، تزوجت براي متن غوستاف فون بروك، وذهب الأثنان إلى أستراليا لإدارة شركة بروك الجديدة آنذاك. قابل إدواردز بروك وزوجته ولكن بعد سنوات طويلة من عملهما سوياً، تزوج بروك للمرة الثانية في فبراير 1863، متاخذاً افونيا جونز (1836-1867) كزوجته الثانية. توفي بروك في حادثة في البحر في يناير 1866، وكذلك توفيت افونيا جونز بروك في مدينة نيويورك في السنة التالية. فيما بعد، أشارت التقارير إلى زواج إدواردز من أرملة بروك، بدون ذكر اسمها.

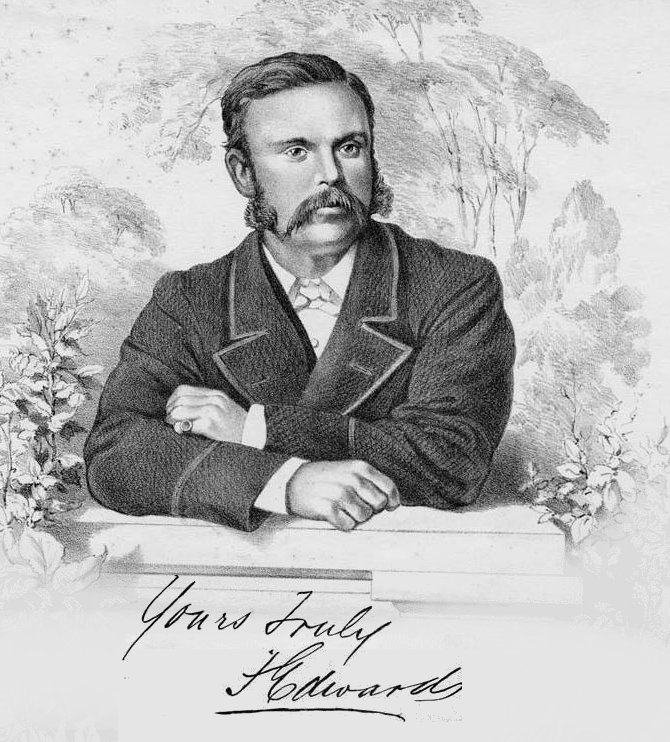
بطاقة مسرح

في 1868-1869 أجر وأدار مسرح ميتروبوليتان، وكان عضو مؤسس لشركة تمثيل مسرح كاليفورنيا، والذي فُتح في يناير 1869. اُدير المسرح من قبل جون ماكولو، ومن بين الأعمال المشهورة مسرحية كما تشاء في مايو 1872، حيث لعب ماكولو دور أورلاندو ولعب إدواردز دور ديوك سنيور المنفي. والتر م. ليمان الذي أدى دور أدم، عبر عن رأيه في عام 1886 قائلاً:" لم تكن ملحميات شكسبير أفضل في أي وقت كما كانت على المسرح." كان إدواردز واحد من مؤسسى النادى البوهيمى، كما كان أول نائب للرئيس، وقضى فترتين كرئيس، 1873-1875. استضاف إدواردز احتفالات شكسبير في النادى في أبريل 1873، 1875، و1877، وأيضاً احتفال عيد الميلاد البوهيمى 1877:«عيد العقل وتدفق الروح.» أصبح إدواردز مدير جمعية الفنون في سان فرانسيسكو، وتحدث عن لوتا كرابترى عن التفانى من نافورة لوتا في سبتمبر 1875.
وظل إدواردز مهتماً بالحشرات كثيراً، حيث قضى وقت فراغه في أكاديمية العلوم في كاليفورنيا في دراسة الفراشات تحت إشراف هانز هيرمان بير، أمين الأكاديمية حرشفيات الأجنحة، رتبة (تصنيف) العلمى للعث والفراشات. انتُخب عضواً في الأكاديمية في 1867، ركز إدواردز على وصف هيكل وعادات العث والفراشات في المحيط الهادى من كولومبيا البريطانية إلى باها كاليفورنيا. ذهب إدواردز لزيارة جون موير في وادى يوسمايت في يونيو 1871، مع خطاب تعريف من جين كار، زوجة العالم الجيولوجى الرئيسى في كاليفورنيا إيزرا س. كار. وصف الخطاب إدواردز«كواحد من أصدق تلاميذ الطبيعة وأكثرهم تفانياً» كما أنه«يملك مفاتيح المملكة.» بعد الزيارة، أرسل موير في بعض الأحيان عينات من سييرا نيفادا لتُضاف لمجموعة إدواردز، وحُملت هذه العينات إلى سان فرانسيسكو بواسطة علماء منهم العالم الجيولوجى والفنان كلارنس كينغ والذي عاد من العمل الميدانى في يوسمايت. نشر إدواردز مجموعة من الأبحاث للأكاديمية تحت عنوان حرفشيات الأجنحة في المحيط الهادى، كما صنف فصلتين جديدتين في علم الحشرات. وسمى واحدة Gyros muiri لموير، مع «هاى إدو» كإسناد لاسمه. في عام 1872، أرسل موير رسالة إلى إدواردز قائلاً«سيذكرك الجميع دوماً، لأنك وصفت كل زهرة تحلق مع اسمك.» في عام 1873، أصبح إدواردز أمين قسم علم الحشرات في الأكاديمية، وبدأ عمل في لجنة المنشورات التي أنتجت مجلة وقائع أكاديمية العلوم في كاليفورنيا. في بداية مطلع العام، رافق إدواردز وصادق جورج روبرت كروتش في جولة لجمع الحشرات في كاليفورنيا، أوريغون، وكولومبيا البريطانية. في عام 1874، بدأ إدواردز العمل في الأكاديمية بمثابة واحد من نواب الرئيس، وفي أواخر 1874 بع وفاة كروتش بمرض السل، نشر إدواردز تكريماً تذكارياً لكروتش. كتب إدواردز العديد من التكريمات للأكاديمى لويس أغاسيز عند وفاته في أواخر 1873. انتُخب إدواردز عضواً لمدى الحياة في لأكاديمية في 2 يناير 1877.
على الرغم من نجاحه في سان فرانسيسكو، قرر إدواردز الذهاب إلى بوسطن ومدينة نيويورك لكى يرى إذا أمكنه الاستفادة كممثل من ظهوره في شرق الولايات المتحدة. في 29 يونيو 1878، تجمع أقل من 100 من أصدقائهالبوهيمى في الغابة قرب تلورفيل، كاليفورنيا (اليوم الحاضر حديقة صمؤئيل تايلور الدولية)، لمدة ليلة واحدة لتكريم إدواردز. كتب مؤرخ النادى البوهيمى بورتر غارنيت في وقت لاحق أن الرجال الذين قاموا«بالنزهة الليلية»«بتوفير بطانيات وكميات كبيرة من الخمور للتدفئة». وقد استخدمت الفوانيس اليابانية للإضاة والديكور. وتكرر هذا التجمع الأحتفالي بدون إدواردز في العام التالي، وفي كل عام بعد ذلك، وتطور هذا في نهاية المطاف وتوسع ليصبح المعسكر الصيفي السنوى للنادى في بستان البوهيمية، شهير (أو سيئة السمعة) ضم المعسكر شريحة من كبار الساسة والقادة الأقوياء في الصناعة.

## من بوسطن إلى نيويورك
في أواخر 1878، أنضم إدواردز إلى فرقة مسرحية في بوسطن، حيث استبدل ممثل أخر باسم " سكليم، قائد الشرطة)لأحياء مشهد المنفين على مسرح بوسطن في شارع واشنطن. بعد عرض دام لمدة أربعة أسابيع، مثل في منتجات مسرحية أخرى خلال موسم 1879-1880. في يونيو، أشار إدواردز في تقرير تعداد 1880 أنه ممثل أنجليزى الأصل يعيش مع زوجته الأنجليزية" ماريان" وخادمه الصينى، جيم هنغ.

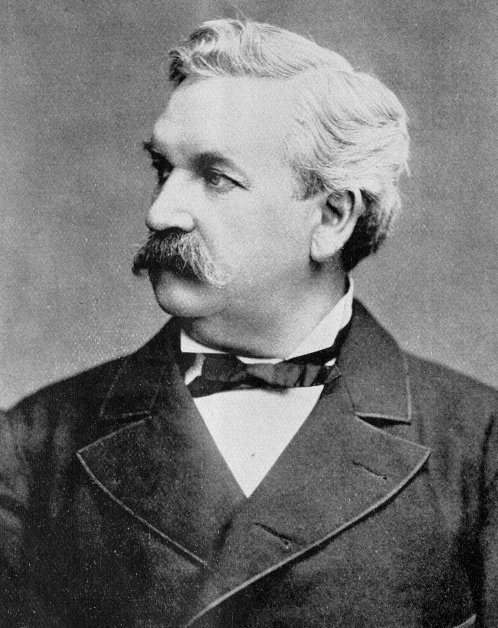
إدواردز في نيويورك

من بوسطن، انتقل إدواردز إلى نيويورك ليقيم لحوالى عشر سنوات، كما مثل على المسرح وشارك في دراسة الحشرات. كان إدواردز عضواً ناشطاً في جمعيات بروكلين ونيويورك المهتمة بالحشرات. في 1881، شارك إدواردز في تأسيس وتحرير المجلة الدورية بعنوان بابيليو تيمناً باسم جنس (تصنيف) من أسرة فراشات خطافية الذيل. عمل إدواردز كمحرر حتى يناير 1884 عندما سلم زمام الأمور لصديقه ايوجين موراي آرون من فيلادلفيا. وقد نشرت بابيليو حتى 1885 عندما تم دمج قاعدة بياناتها إلى الجمعية الأمريكية الأكثر عموماً، والذي نُشر بواسطة جمعية بروكلين للحشرات.
بداية من ديسمبر 1880 تحت إشراف ليستر ووالاك، ابن مؤسس المسرح صاحب الكريزما، وارتيط إدواردز بمسرح ووالاك في نيويورك، والتي عُرفت«ة كأفضل شركة مسرح في أمريكا». الآن في عقده الخامس، ظهر إدواردز في أدوار درامية بريطانية تمثيلية مثل دور الأمير Malleotti في لا تنساني، وماكس هيركواى في ضمان لندن، وبارون شتاين في الدبلوماسية، ومستر والتر في الأحدب، مودياً نموذج جايمس شريدان نولز السابق. استخدم إدواردز مسرح ووالاك كمنصة لخطاباته، كما ساعد في إدارته عند الضرورة. مرة في لامب، استغل إدواردز جهوده وجهود ووالاك وأعضاء النادى الأخرين في مساعدة رئيس تحرير مجلة هاريسون غراى فيسك في تنظيم منظمة خيرية لدعم الممثلين المعدومين أو الأرامل منهم. وعُين ووالاك رئيساً لهذا التنظيم. وبعد عاماً من وجوده في مسرح ووالاك، عُين إدواردز سكرتيراً، المنصب الذي شغله لمدة عام. وانضمت زوجته إلى اللجنة التنفيذية للنساء للتبرع.
ظهر إدواردز في بداية عام 1882 على مسرح بالمر في برودواى وغرب شارع 30 عند تمثيله مسرحية كوميدية إنجليزية مدرسة الفضائح. وصلت شهرة جون غيبيز غالبيرت- نصير ووالاك- قمتها عند تأديته دور السير بيتر تيزل. تم الثناء على إدواردز مثلما حدث مع السير أوليفير- تشارك غالبرت وإدواردز المسرح مع ستيلا بونيفاس، أوزماند تيرل، جيرالد آير، مدام بونيسى، وروز كوفلان.
نشر إدواردز في عام 1883 كتاب فكاهي ساخر بعنوان الغزل الممزوج والذي شمل العديد من القصص القصيرة، والمقالات، والمراثي لأصدفائه، كماإنه يحتوى على حكايات وقصص الرحلات التي قام بها وهو في النادى البوهيمي. مخصصاً للبوهيمين«مع ذكريات مؤلمة، ومشاعر الحنين» نُشر الكتاب في الجريدة الأمريكية نيويورك تريبيون. طُبع هذا الاستعراض مرة أخرى في الأخبار الأدبية«انجازات إدواردز الملحوظة في العلوم لا تقل كفاءاً وتنوعاً عن جهوده في التمثيل، حيث قدم نوع نادر من المواهب المتباينة إلى حد كبير، زالتي نادراً ما توجد في شخص واحد.» 

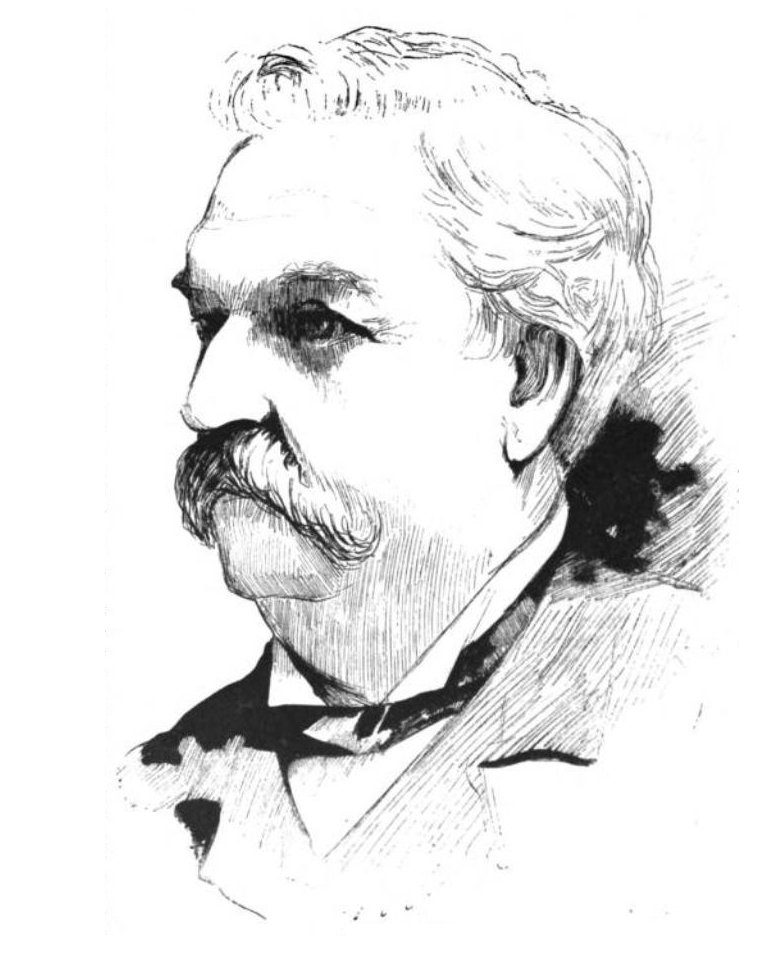
إجراء مقابلة مع " هاري" إدواردز من مجلة المسرح في 1886

في 1886، أُجريت مقابلة مع إدواردز من المجلة الأسبوعية المسرحوالتي تنشر في نيويورك. وُصف إدواردز بكونه«عبقرياً ذى شعبية كبيرة» مع زوجته«الساحرة الأنجليزية» وخادمه الصينى المدعو شارلى الذي«يحب أرباب عمله كثيراً» كما خدمهم لمدة 17 عاماً. لوحظ أن منزل إدواردز كان مريحاً بالإضافة إلى تزينه بمجموعة رائعة من التحف النادرة في العالم. من ضمن هذة التحف، عُرض عينات بيولوجية، سجاد، صينى، أثاث، وأيضاً صور قيمة كانت فيما قبل لوحات اعُدمت بواسطة ممثلين أخرين من ضمنها لوحات لإدوارد اسكو سوزرن وجوزيف جيفرسون. وأظهر إدواردز خطابات تلقاها من مجموعة كبيرة من الكتاب المشهورين مثل وليم ثاكري، وتشارلز ديكنز، وأنطونى ترولوب، وعلماء طبيعة مثل تشارلز داروين، ولويس اغاسيز، وجون لوبوك، بارون ايفيبرى الأول. خصص إدواردز طابق كامل من منزله لمجموعة عينات الحشرات، والذي قال عنها إدواردز إنه كان مؤمناً عليها بقيمة 17 الف دولار، وقيمتها الحالية تساوي 446 الف دولار. محاطاً بممتلكاته الغريبة و«وزوجته الأكثر لطفاً وجمالاً»، وصف إدواردز بكونه ضيفاً في منزل مليئ بالزراعات.

## السنوات الأخيرة
بعد عامين من انتهاء ألفريد تنيسون من كتابة القصائد الملحمية للملك، عن أسطورة الملك آرثر، قام إدواردز وجورج بارسونز لاثروب بتحيل القصائد إلى دراما تتكون من أربعة فصول. وكانت النتيجة هي ايلين، قصة حب بين ايلين من اتسلوت، ولانسلوت، وصف ب«زهرة هاشة سهلة الكسر» و«الحائز على لمسات من الحنان». أول أعلان علنى لها كان على مسرح ماديسون سكوير في 28 أبريل 1887، والذي لعب فيها إدواردز دور والد ايلين، لورد اتسلوت. في وقت لاحق، قام بتقديمها فرقة أ.م. بالمر، من دون إدواردز، وكان الأفتتاح في 6 ديسمبر 1887 في نفس المكان. أعطى العمل شهرة مربحة لكلا من لاثروب وإدواردز. واعجبت آني رسل بشخصية ايلين لما تتميز به من«البساطة والشفقة التي اسرت تقريباً كل القلوب.» بع عرض ناجح في نيويورك دام لمدة ستة أسابيع، أخذ بالمر ايلين إلى طريق الشهرة.
أعلن ممثلين مرتبطين بمسرح ووالاك للعامة في بداية فبراير 1888 عن بدء احياء سلسلة من الكوميديا القديمة، وبعدها سيتم حل الشركة. عمل إدواردز كمدير مسرحى لهذا العرض، وأعاد تمثيل عدد من الأدوار السابقة له منها دور ماكس هاركواى في ضمان لندن، وكولونيل بوكيت في تفكير قديم وقلوب صغيرة. أخذ مجدداً دور في مدرسة الفضائح، المسرحية السادسة والأخيرة من سلسلة الحنين إلى الماضى، حيث تلقى إدواردز مديحاً كبيراً لتأديته دور رجل أنجليزى غنى عاد قريباً من الهند:" من المحتمل عدم وجود من هو أفضل من السير أوليفير على المسرح غير مستر إدواردز." كما تم تقديره في دور رآه" كلاعب استرلينى" ممثلاً مدرسة سريعاً ما تختفي."
تم تأدية مسرحية هاملت على مسرح دار الاوبرا ميتروبوليتان في 21 مايو 1888، للأحتفال بحياة وانجازات العجوز ليستر ووالاك، وجمع الأموال لعلاج عرق النسا المزمن الذي اعاق مسيرته الفنية. «واحدة من أعظم الفرق التمثيلية» تمثلت في فرقة تضم إدواردز في دور الكاهن، وأدوين بوث في دور هاملت، ولورانس باريت في دور الشبح، وفرانك مايو في دور الملك، وجون غيبيز غالبرت في دور Polonius، وروز كوفلان في دور الملكة، وهلينا مودجسكا في دور أوليفيا. وحضر العرض عدد من الاشخاص المهمين مثل عمدة هويت، والجنرال شيرمان. تم جمع أكثر من 10 الاف دولار لمساعدة ووالاكز وفي الشهور التالية، تعاون إدواردز مع بعض الممثلين وزوجة ووالاك لمساعدته في كتابة مذكراته. توفي ووالاك في سبتمبر.
وفي العام التالى، نشر إدواردز أطروحة هامة بعنوان مراجع التغييرات الموصوفة في حرشفيات الاجنحة أمريكا الشمالية. استجابة لدعوة وبعد ترتيب عقد العمل، سافر عائداً إلى أستراليا ليشغل منصب مدير مسرح لفرقة مسرحية في مالبورن. عاد إدواردز محبطاً من التجربة إلى نيويورك في العام التالى مع نية للعودة إلى التمثيل، ولكن ضعف وسوء صحته منعه من التمتع الكامل بالأضواء. وفي مارس، ظهر إدواردز ك Holofernes، في الحب مجهود ضائع على مسرح أوغستين دالى، وكان في بعض الأحياتن نفسه قصيراً غير قادر على مواكبة العرض. اُعطى دوره إلى الشاب تيرون بور والذي غطى على شهرة إدواردز في دور سير أوليفير في مدرسة الفضائح.
لكي يستعيد صحته، ذهب إدواردز وزوجته بالعربة إلى كوخ ريفي معزول في اركفيل في جبال كاتسكيل، ولكن الرحلة لم تسفر عن تطورات تذكر. أخبر الطبيب مدام إدواردز عن عدم وجود فرصة لنجاة زوجها من مرض برايت المتقدم وكذلك مضاعفات مرض ذات الرئة، لهذا عادت مدام إدواردز وزوجها إلى مدينة نيويورك. توفي إدواردز في المنزل في 185 شرق شارع 116 في شرق هارلم في وقت متاخر من 9 يونيو 1891، بعد ساعات من عودته.

## إرث إدواردز
بعد موته، قام أصدقائه بشراء محموعته لعينات الحشرات والتي تضم 300 الف فصيلة، وتعتبر واحدة من أكبر المجموعات في الولايات المتحدة، بمبلغ 15 الف دولار تستفيد منه زوجته الأرملة، ثم بعد ذلك تبرعوا بالمجموعة إلى المتحف الأمريكي للتاريخ الطبيعي كحجر أساس لمجموعة المتحف. بالإضافة إلى ذلك، تبرعت السيدة هاري إدواردز ببعض العينات الأخري، بما في ذلك بيضتين من أسرة الرخويات. اشترى أمناء المتحف 500 مجلد في علم الحشرات و1200 كتيب يملكها هارى حيث«تشكل مكتبة هاري الخاصة بالحشرات» والتي استخدمت في توسيع مكتبة المتحف في سنواته الأولى. شجع إدواردز وارشد التلميذ ويليام ساشتوز، ولكن لم يقابله وجهاً لوجه، وقام ويليام فيمابعد بزيادة تحديد خصائص الفراشات والعث في جزء كبير من الأعمال المنشورة.
التسمية«هاى.إدو» والتي اطلقت على بعض الفراشات، تشير إلى الوص الأول لهنرى إدواردز. ولا يجب الخلط بين هذه التسمية ومع" Edw" وهي اختصار يشير إلى ويليام هنرى إدواردز، وهو مراسل لا يمت بصلة ألى إدواردز. وفي النهاية، تم تسمية عينتين تيمناً بالسيدة إدواردز " Mrs. Hy. Edw" حيث قامت بجمعهما وتحديد ماهيتهما. سمى إدواردز مجموعة كبيرة من الفراشات من أسر حرفشيات الاجنحة وحورائيات ونحاسية (فصيلة فراشات)، ولكن أكبر اسماهاته كانت في وصف عينات العث في أمريكا الشمالية بما فيها المكسيك منها: أركتيداى، الليليات، سفنجيدا، وعثة زحل، وناريات. وفضل إدواردز تسمية العينات مستعيناً باسماء الشخصيات النسائية في مسرحيات وليم شكسبير مثل اوفيليا من هاملت، وهيرميا من حلم ليلة منتصف الصيف، وديزدمونة من عطيل. على سبيل المثال، كان إدواردز يجمع ويصنف ويعطى أسماءً لفصائل العث منها فراشة اوفيليا، وفراشة هيرميا في 1880، وفراشة ديزدمونة في 1882.

### تاريخ مولده
يختلف تاريخ الميلاد الذي يذكره إدواردز باختلاف الزمان والمكان الذي يُسئل فيه عن تاريخ ميلاده. تظهر السجلات إنه تم تعميده في أنجلترا في 14 سبتمبر 1827، وطبقاً لهذا التاريخ أشار إلى أنه يناهز الخامسة والعشرين في يونيو 1853 عند وصوله لأول مرة إلى أستراليا. ومع ذلك، عندما سأله تعداد الولايات المتحدة 1870، اعطى إدواردز تاريخ ميلاده في 1830. بعد عشر سنوات في بوسطن، أشار إلى إنه يبلغ 45، أي إنه ولد في 1835، لكنه عاد يؤكد تاريخ 1830 جنباً إلى جنب 27 أغسطس في اسكتشات السيرة الذاتية المختصرة ومنشورات الخاصة بالحشرات. قيل سنتين توفي إدواردز، أخبر مراسل من Lorgnette إنه ولد عام 1832. وأفاد نعى بارنز في جريدة نيويورك تايمز، أن عائلته حددت عيد ميلاده في 23 سبتمبر 1830، ولكن بعض قوائم أعمار الممثلين«ليست جديرة بالثقة دائماً» حددت عيد ميلاده في 1824.